# کند (ترانه کایلی مینوگ)
«کند» تک‌آهنگی از هنرمند اهل استرالیا کایلی مینوگ است که در ۳ نوامبر ۲۰۰۳ منتشر شد.
این تک‌آهنگ در چارت‌های استرالیا، دانمارک، اسکاتلند، در رتبه اول و در چارت‌های ایتالیا، فنلاند، فلاندرز، آلمان، ایرلند، نیوزلند، نروژ جزو ده ترانه اول قرار گرفت.